# جریان قطب‌گذر
جریان قطب گذر یک جریان غالب در اقیانوس شمالی است. این جریان در سال ۱۹۳۷ توسط پیتر شیرشف از اتحاد جماهیر شوروی کشف گردید. این جریان باعث نوسانات آب و هوای در منطقه اقیانوس شمالی می‌گردد.

## منبع
- ویکی‌پدیای انگلیسی
- Althoff, William F. Drift Station: Arctic Outposts of Superpower Science. Potomac Books Inc. 2007, Dulles, Virginia. p. 51
- Mysak, Lawrence A. "Patterns of Ocean Circulation", Science. New Series, Vol. 293, No. 5533 (Aug. 17, 2001), pp. 1269-1270.